# クロード・シャンピオン
クロード・シャンピオン（Claude Champion、1942年 - ）は、スイスの映画監督、舞台演出家、テレビ演出家である。

## 来歴・人物
1942年に生まれる。1963年、21歳のときに習作短篇『Les Pluies de l'été』を撮り、翌1964年、フランス・パリでセルジュ・ルーレ監督の助監督となる。
1967年、25歳のときに、当時ドキュメンタリーを撮っていた同い年のイヴ・イェルサンらとともに映画製作会社「ミロス・フィルム」をヌーシャテル州の山村レ・ヴェリエールおよびヴォー州ローザンヌに設立、オムニバス映画『Quatre d'entre elles』（1967年 - 1968年）を同社で製作、イェルサン、フランシス・ロイセール、ジャック・サンドスとともに劇映画の演出をする。シャンピオンが監督した『16 ans - Sylvie』篇には、前年、ジャン＝リュック・ゴダール監督の映画『メイド・イン・USA』（1966年）でドリス・ミゾグチ役を演じた小坂恭子が出演している。その後同社でのシャンピオンは、1971年に短篇映画『Jardin』を製作、脚本を書き、撮影もし監督をした。
1970年、イェルサンらと製作会社「ネモ・フィルム」（チューリッヒ）の共同設立に参加。同社はドイツ語圏の映画監督マルクス・インホフやフレディ・ムーラーらの作品をおもに製作した。1974年、ジュネーヴのフランス語圏向けテレビ局テレヴィジオン・スイス・ロマンド（TSR）でフリーランスの演出家として活動を始める。イェルサンらと、1977年、製作会社「フィルム・エ・ヴィデオ・コレクティフ」をローザンヌ近くのキュブランに設立する。
1979年、フランスのグルノーブルからレマン湖畔に移住してきたヌーヴェルヴァーグの映画監督ジャン＝リュック・ゴダールと、そのパートナーアンヌ＝マリー・ミエヴィルと交流が始まる。ゴダールの商業映画復帰第一作『勝手に逃げろ/人生』に、シャンピオンは俳優として参加。イザベル・ユペールやナタリー・バイらフランスのスターと共演したわけだが、ロラン・アムシュトゥッツら地元の俳優も多く出演しており、撮影にレナート・ベルタ、録音にリュック・イェルサン、撮影助手としてジャン＝ベルナール・ムヌーらがつとめ、ヴォー州の映画史の流れが変わる瞬間に現場で立ち会った。
映画やテレヴィジオン・スイス・ロマンドでのテレビ演出のかたわら、舞台も演出している。1984年には、ローザンヌのオンズ劇場でアルフレッド・ジャリの『ユビュ王』を翻案した『Tout Ubu』を共同演出、翌1985年には、ジュネーヴのラ・コメディ座でモリエール作『いやいやながら医者にされ』をベノー・ベソン主演で演出した。
ローザンヌの新聞「ル・ヌーヴォー・コティディアン（Le Nouveau Quotidien'）」紙に映画日誌を連載した（1991年 - 1993年）。1995年から、ビュシニー＝プレ＝ローザンヌにあるヴォー州立ローザンヌ美術学校映画学科で教鞭をとっている。現在は、スイス作家協会（SSA、所在地ローザンヌ）の代表。

## フィルモグラフィー
特筆のないものはすべて監督作
- Les Pluies de l'été（夏の雨）　短篇　1963年
- Quatre d'entre elles オムニバス　1967年 - 1968年

参加監督クロード・シャンピオン、フランシス・ロイセール、ジャック・サンドス、イヴ・イェルサン、製作会社ミロス・フィルム
- - 『16 ans - Sylvie』篇　監督　撮影エルヴァン・ユペール、出演マリー・アドシード、小坂恭子 (女優)
- Yvon Yvonne　短篇　1968年
- C'était un dimanche en automne（それは秋のとある日曜日だった）　短篇　1970年
- Le Moulin develey sis à la quielle　短篇　1971年
- Jardin（庭）　1971年　監督・脚本・撮影　製作会社ミロス・フィルム
- Le Pays de mon corps　長篇16ミリ　1973年
- Marie Besson　短篇　1974年
- Quand il n'y a plus d'Eldorado（黄金郷がもうないときに）　短篇　1980年
- 勝手に逃げろ/人生 Sauve qui peut (la vie)　1980年　出演（Stranger役）

監督・脚本ジャン＝リュック・ゴダール、共同脚本ジャン＝クロード・カリエール、アンヌ＝マリー・ミエヴィル
- Ella et Gust　長篇ビデオ映画（Uマチック撮影）1984年　原作ヘルベルト・アハターンブッシュ
- La Nef（身廊）　1987年
- Dans le fleuve du monde（世界の流れのなかで）　長篇ビデオ映画（BETACAM撮影）1992年
- Le Général Guisan et son temps（ギタン将軍とその時代）　1995年
- Fin de Siécle（世紀末）　1998年